# 大中臣継麻呂
大中臣 継麻呂（おおなかとみ の つぐまろ）は、奈良時代の貴族。右大臣・大中臣清麻呂の三男。官位は従五位上・但馬守。

## 経歴
称徳朝の神護景雲4年（770年）従五位下に叙爵し、翌宝亀2年（771年）に勅旨少輔に任ぜられる。光仁朝では摂津亮・備中守・山背守と主に地方官を歴任する。宝亀10年（779年）に従五位上に叙される。
桓武朝初頭は、天応元年（781年）衛門佐、天応2年（782年）右少弁次いで治部大輔と京官を務めるが、その後は延暦5年（786年）大和守、延暦7年（788年）但馬守と再び地方官を歴任している。

## 官歴
- 神護景雲4年（770年） 7月20日：正六位上から従五位下に叙爵
- 宝亀2年（771年） 閏3月1日：勅旨少輔
- 宝亀3年（772年） 11月1日：摂津亮
- 宝亀5年（774年） 3月5日：備中守
- 宝亀6年（775年） 3月2日：右衛士員外佐
- 宝亀7年（776年） 3月6日：山背守
- 宝亀10年（779年） 正月23日：従五位上
- 天応元年（781年） 5月25日：衛門佐
- 天応2年（782年） 正月20日：右少弁。9月9日：治部大輔
- 延暦5年（786年） 4月19日：大和守
- 延暦7年（788年） 2月6日：但馬守

## 系譜
「中臣氏系図」（『群書類従』巻第62所収）による。
- 父：大中臣清麻呂
- 母：不詳
- 生母不詳の子女
  - 男子：大中臣貞麻呂
  - 男子：大中臣広河
  - 男子：大中臣淵魚（774-850）